# Первоцвет золотистый
Первоцвет золотистый или примула золотистая (лат. Primula aureata) — многолетнее травянистое растение, вид рода Первоцвет (Primula) семейства Первоцветные (Primulaceae).

## Описание
Многолетнее травянистое растение высотой до 5 см.
Листья широколопастные, длиной 4–10 см, шириной 1–3 см, с закругленными кончиками, сужаются к красноватому крылатому черешку и образуют розетку у основания растения. Зубцы листьев неравномерные, что придает им колкий вид. Листья покрыты серебристо-белым налётом.
Цветки диаметром 2,5–3 см, кремово-жёлтые с золотисто-жёлтым центром, распространяющимся на зубчатые доли лепестков. Цветки собраны в зонтики от трёх до десяти, на стеблях высотой всего 1 см, которые обычно полностью скрыты в листьях весной. Цветочные почки развиваются поздней осенью, а цветение наступает ранней весной.
Primula aureata также имеет подвид, известный как Primula aureata subsp. fimbriata, у которого цветки гораздо меньшего размера.  

## Распространение и среда обитания
Этот вид является аборигенным видом для Непала и Восточных Гималаев. В Непале его можно найти как в Лангтанге, так и в Госайнкунде.
Произрастает в скалистых местах, на крутых, иногда вертикальных склонах гор на высоте от 3600 до 4300 м.  P. aureata также можно встретить рядом с источниками воды, такими как реки и озера. Иногда его даже можно встретить растущим под водопадами.

## Применение
Может культивироваться как декоративное садовое растение, но требует особых условий. Известен культивар Primula 'Netta Dennis', полученный в результате принудительной гибридизации с Primula gracilipes, другим видом из Непала.